# Enter Связной
«Enter Связно́й» — российский интернет-магазин, специализировавшийся на продаже различных непродовольственных товаров. Штаб-квартира находилась в Москве.
Генеральным директором компании Enter с момента её основания по август 2014 являлся Сергей Румянцев, до этого возглавлявший «Русскую телефонную компанию», управляющей сетью розничных магазинов МТС. С 13 апреля 2015 генеральным директором компании являлся Михаил Рубин. 21 января 2017 признан несостоятельным (банкротом).

## История
Основана 27 января 2011 года компанией «Связной» под рабочим названием «Связной-Маркет». Запуск проекта и открытие первого магазина произошло 24 ноября 2011 года. 6 апреля 2012 года компания принята в Ассоциацию компаний розничной торговли (АКОРТ). По состоянию на январь 2013 года открыто 67 магазинов в Центральном федеральном округе, из них 5 магазинов в формате Pick Up Point (пункт выдачи и заказа товара).
В компании существовала собственная сервисная служба «F1», которая осуществляла доставку, установку и настройку товаров.
По итогам 2011 года занял 40-е место в рейтинге российских интернет-магазинов в версии журнала «Коммерсантъ Секрет Фирмы»

## Банкротство
В июле 2014 компанию покинул генеральный директор Сергей Румянцев. Исполняющим обязанности гендиректора компании стал Денис Косенков, который вместе с ещё несколькими топ-менеджерами покинул компанию в начале апреля 2015 года, затем последовали кадровые перестановки и значительное снижение прибыли компании. Поставщики продолжали отгружать товар в прежних объёмах, и к февралю 2015 компания набрала задолженность в 2.5 млрд рублей. К марту 2015 против компании было подано исков на общую сумму в 460 миллионов рублей. Всего в суд обратилось 39 поставщиков. В октябре 2015 последовала блокировка счетов Enter, после чего сеть перестала выполнять заказы и возвращать деньги частным клиентам, но при этом продолжила их принимать. На май 2017 на сервисе Яндекс.маркет оставлено 4,8 тысячи отзывов о неисполненных заказах. Тем не менее сети удалось договориться с поставщиками о реструктуризации долга до 2017 и процедуры банкротства не последовало. 20 мая 2016 Арбитражным судом в отношении компании была введена процедура наблюдения. Общий долг компании на тот момент составил 6 млрд рублей. 27 января 2017 Арбитражным судом города Москвы было принято решение о признании несостоятельным (банкротом) ООО «Энтер».